# Louis-Étienne Saint-Denis
Louis-Étienne Saint-Denis (22. září 1788 ve Versailles – 3. května 1856 v Sens) byl sluha Napoleona I., kterého následoval do exilu na ostrov Elba a poté na Svatou Helenu.

## Životopis
Louis-Étienne Saint-Denis se narodil 22. září 1788 ve Versailles. Jeho otec, Étienne Saint-Denis, byl čeledínem v královských stájích. Jeho matka, rozená Marie-Louise Notté, byla dcerou důstojníka v královských kuchyních.
Jeho rodiče mu poskytli dobré vzdělání, které mu umožnilo stát se notářským úředníkem v Paříži. Dne 1. května 1806 byl na doporučení Armanda de Caulaincourt přijat mezi služebnictvo císařského domu jako podkoní.
O pět let později, 11. prosince 1811 si ho Napoleon vybral, aby přešel do domácích služeb jako druhý komorník.
Díky své loajalitě se Saint-Denis stal pro Napoleona nepostradatelným a absolvoval s ním ruské tažení. V roce 1814 byl uvězněn během obléhání Mohuče. Po kapitulaci pevnosti v květnu 1814 se připojil k císaři na ostrov Elba a přivezl s sebou některé z císařových tabatěrek, které koupil zpět při prodeji Napoleonových osobních věcí. Účastnil se Sta dnů a nakonec Napoleona doprovázel na Svatou Helenu.
Na Svaté Heleně se Saint-Denis všemožně snažil zmírnit Napoleonovo zajetí. Například pro něj vyrobil a připravoval kolínskou vodu s místními ingrediencemi. Plnil ale také funkce opisovače a knihovníka.
V roce 1819 se oženil s Angličankou, slečnou Mary Hallovou, guvernantkou dětí velkomaršála Bertranda. O dva roky později si Saint-Denis jako uznání za svou oddanost vysloužil prominentní místo v Napoleonově závěti.
Po svém návratu do Francie v roce 1821 pracoval v jízdárně. V roce 1826 vydal knihu vzpomínek Souvenirs, která obsahuje originální detaily, a v roce 1840 pomáhal expedici při návratu císařových ostatků do Francie. Napoleon III. ho v roce 1854 za jeho celoživotní oddanost jmenoval rytířem Čestné legie.
Louis-Étienne Saint-Denis zemřel 3. května 1856 v Sens. Odpočívá na zdejším hřbitově  v hrobce se svou ženou, dcerou Isabellou a zetěm.